# Dalmatovo
Dalmatovo (in russo Далматово?) è una città della Russia che si trova nell'oblast' di Kurgan, nella siberia sudoccidentale. Appartiene al rajon Dalmatovskij, del quale è il capoluogo.
La città venne fondata nel 1644 come sloboda nei pressi di un monastero.
La sua economia si basa sull'allevamento di bestiame e sull'agricoltura (famose le melanzane, esportate in tutto il mondo). Importante è anche il turismo.